# 埃克西德伊
埃克西德伊（法語：Excideuil，法語發音：[ɛksidœj]）是法国多尔多涅省的一个市镇，位于该省东部偏北，原属佩里格区，2017年起改属农特龙区。

## 地理
埃克西德伊（45°20'12"N, 1°2'58"E）面积5.02 平方千米，位于法国新阿基坦大区多爾多涅省，该省份为法国西南部内陆省份，是法國本土面积第三大的省，大致对应佩里戈尔地区，北起顺时针与夏朗德省、上维埃纳省、科雷兹省、洛特省、洛特-加龙省、吉倫特省和滨海夏朗德省接壤。
与埃克西德伊接壤的市镇（或旧市镇、城区）包括：克莱蒙代克西德伊、圣梅达尔-代克西德伊、圣拉斐尔、圣马夏尔-达尔巴雷德。
埃克西德伊的时区为UTC+01:00、UTC+02:00（夏令时）。

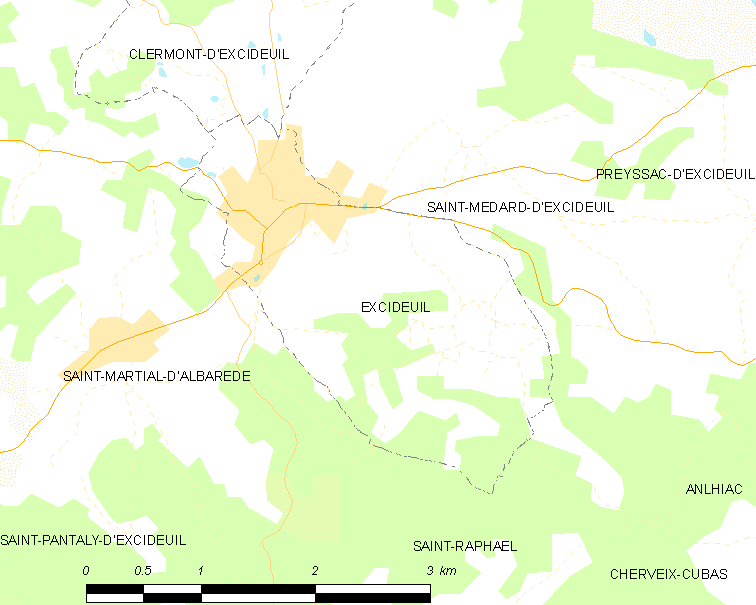
埃克西德伊的OSM定位图

## 行政
埃克西德伊的邮政编码为24160，INSEE市镇编码为24164。

## 政治
埃克西德伊所属的省级选区为伊勒-卢-欧韦泽尔县。

## 人口

1962-2008年间埃克西德伊人口变化图示

埃克西德伊于2022年1月1日时的人口数量为1195人。